# Chen Qiaozhu
Chen Qiaozhu (chinesisch 陈巧珠; * 8. September 1999) ist eine chinesische Fußballspielerin.

## Karriere

### Vereine
Derzeit ist sie beim Guangzhou WFC aktiv.

### Nationalmannschaft
Mit der U20 nahm sie dann an der Weltmeisterschaft 2018 teil und kam hier bei drei Partien zum Einsatz.
Für die A-Nationalmannschaft wurde sie dann im Januar 2019 schon nominiert, erhielt jedoch beim Vier-Nationen-Turnier noch keinen Einsatz. Ihr Debüt hatte sie dann am 16. Februar 2023 bei einer 1:4-Freundschaftsspielniederlage gegen Schweden. Hier wurde sie zur zweiten Halbzeit für Wu Haiyan eingewechselt. Danach folgte noch ein weiterer Einsatz kurz danach und zwei weitere im April des Jahres.
Am 5. Juli 2023 wurde sie für den finalen Kader bei der Weltmeisterschaft 2023 nominiert. Beim ersten Gruppenspiel gegen Dänemark hatte sie ihr Turnier-Debüt.